# Lauri Halonen
Lauri Arthur Halonen (ur. 24 marca 1894 w Vaasa, zm. 27 maja 1961 w Helsinkach) – fiński lekkoatleta, specjalizujący się w biegu maratońskim.

## Życiorys
Wystąpił na igrzyskach olimpijskich w 1924 w Paryżu, gdzie zajął 4. miejsce w maratonie

## Rekordy życiowe
- bieg na 10 000 metrów – 33:05,0 (16 września 1919, Oulunkylä)
- maraton – 2:43:41 (17 czerwca 1928, Kauhava)[3]